# Ishëm
Pour le fleuve, voir Ishëm (fleuve).

Ishëm est une localité dépendant de la ville de Durrës en Albanie.

## Géographie
Elle est située près de l'embouchure du fleuve Ishëm qui est considéré comme l'un des plus pollués d'Europe,.

## Histoire
Les Ottomans ont construit le château d'Ishëm (en)  au sommet d'une colline dominant le fleuve pour contrecarrer les révoltes des paysans locaux au XVIe siècle.

## Personnes célèbres
Le peintre albanais Ibrahim Kodra est né à Ishëm ; mort à Milan, il est enterré au pied du château d'Ishëm conformément à ses dernières volontés.